# Więcbork (gromada)
Więcbork – dawna gromada, czyli najmniejsza jednostka podziału terytorialnego Polskiej Rzeczypospolitej Ludowej w latach 1954–1972.
Gromady, z gromadzkimi radami narodowymi (GRN) jako organami władzy najniższego stopnia na wsi, funkcjonowały od reformy reorganizującej administrację wiejską przeprowadzonej jesienią 1954 do momentu ich zniesienia z dniem 1 stycznia 1973, tym samym wypierając organizację gminną w latach 1954–1972.
Gromadę Więcbork z siedzibą GRN w mieście Więcborku (nie wchodzącym w jej skład) utworzono 31 grudnia 1959 w powiecie sępoleńskim w woj. bydgoskim z obszarów zniesionych gromad Śmiłowo (bez wsi Jastrzębiec) i Witunia w tymże powiecie.
W 1961 roku gromada miała 17 członków gromadzkiej rady narodowej.
31 grudnia 1961 do gromady Więcbork włączono wieś Zakrzewska Osada z gromady Sypniewo w tymże powiecie.
1 stycznia 1969 do gromady Więcbork włączono grunty rolne o powierzchni ogólnej 514,00 ha z miasta Więcborka, sołectwo Jastrzębie ze zniesionej gromady Wielowicz oraz sołectwa Zabartowo i Pęperzyn ze zniesionej gromady Pęperzyn – w tymże powiecie.
1 stycznia 1972 z gromady Więcbork wyłączono sołectwo Zakrzewska Osada, włączając je do gromady Sypniewo w tymże powiecie, po czym gromadę Więcbork połączono z gromadą Runowo Krajeńskie, tworząc z ich obszarów gromadę Więcbork z siedzibą Gromadzkiej Rady Narodowej w Więcborku w tymże powiecie (de facto gromadę Runowo Krajeńskie zniesiono, włączając jej obszar do gromady Więcbork).
Gromada przetrwała do końca 1972 roku, czyli do kolejnej reformy gminnej. 1 stycznia 1973 w powiecie sępoleńskim reaktywowano zniesioną w 1954 roku gminę Więcbork.